# Тихонов, Виктор Петрович
Виктор Петрович Тихонов (18 марта 1917, Иваново-Вознесенск — 20 марта 1991, Москва) — советский артист цирка, акробат, стрелок и дрессировщик. Народный артист РСФСР (1980), основатель династии дрессировщиков Тихоновых.

## Биография
Виктор Петрович Тихонов родился 18 марта 1917 года в Иваново-Вознесенске  в цирковой семье. С восьми лет выступал с отцом в балаганах и небольших цирках. Был акробатом, стрелком. Выступал ассистентом Эмиля Кио. Особенно был известен как дрессировщик хищников и диких зверей.
В начале 1950-х годов первым стал использовать яков как цирковых животных, подготовил номер «Дрессированные яки и овчарки». Первым в практике мирового цирка дрессировал зубров. Аттракцион «Зубры и тигры» в 1966 году включал семь зубров, шесть тигров, гепарда, собак породы боксёр и болонку, позже в 1973 году ввёл в номер лошадь со всадником-гепардом, которая брала траву из пасти тигра. В номере «Меткий стрелок» были дрессированные собаки, исполнявшие роли Труса, Смельчака и др. Сотрудничал с цирковым режиссёром Георгием Перкуном.
Создатель нескольких цирковых программ с животными: «Карнавал на Кубе» (1962), «Зубры и тигры» (1966), «Полосатые звёзды арены» (1975), «Мир животных — мир друзей» (1977).
Умер 20 марта 1991 в Москве. Похоронен на Хованском кладбище.

## Семья
- Жена — актриса цирка Любовь Сергеевна Тихонова (род. 1919), была партнёршей в номере «Меткий стрелок». Работала также в аттракционе Э. Т. Кио артисткой-ассистенткой.
- Сын — артист цирка Виталий Викторович Тихонов (род. 1938), акробат, дрессировщик, народный артист России (1993).
- Внук — артист цирка Виктор Витальевич Тихонов (род. 1980).

## Награды и премии
- Заслуженный артист РСФСР (22.05.1972).
- Народный артист РСФСР (14.02.1980).

## Фильмография
- 1970 — Приключения жёлтого чемоданчика — Фёдор Буланкин, укротитель с группой бенгальских тигров